# گری رابرتس
گری رابرتس (انگلیسی: Gary Roberts؛ زادهٔ ۱۸ مارس ۱۹۸۴) بازیکن فوتبال اهل انگلیس است که در پست خط میانه یا هافبک مهاجم بازی می‌کند.
از باشگاه‌هایی که در آن بازی کرده‌است می‌توان به باشگاه فوتبال ایپسویچ تاون، باشگاه فوتبال سوئیندون تاون، باشگاه فوتبال آکرینگتون استنلی، باشگاه فوتبال کرو آلکساندرا، باشگاه فوتبال هادرزفیلد تاون، باشگاه فوتبال چسترفیلد، باشگاه فوتبال لیورپول، باشگاه فوتبال ایپسویچ تاون، باشگاه فوتبال پورتسموث، و باشگاه فوتبال ویگان اتلتیک اشاره کرد.
وی همچنین در تیم ملی فوتبال c انگلستان بازی کرده‌است.